# Passauer Neue Presse

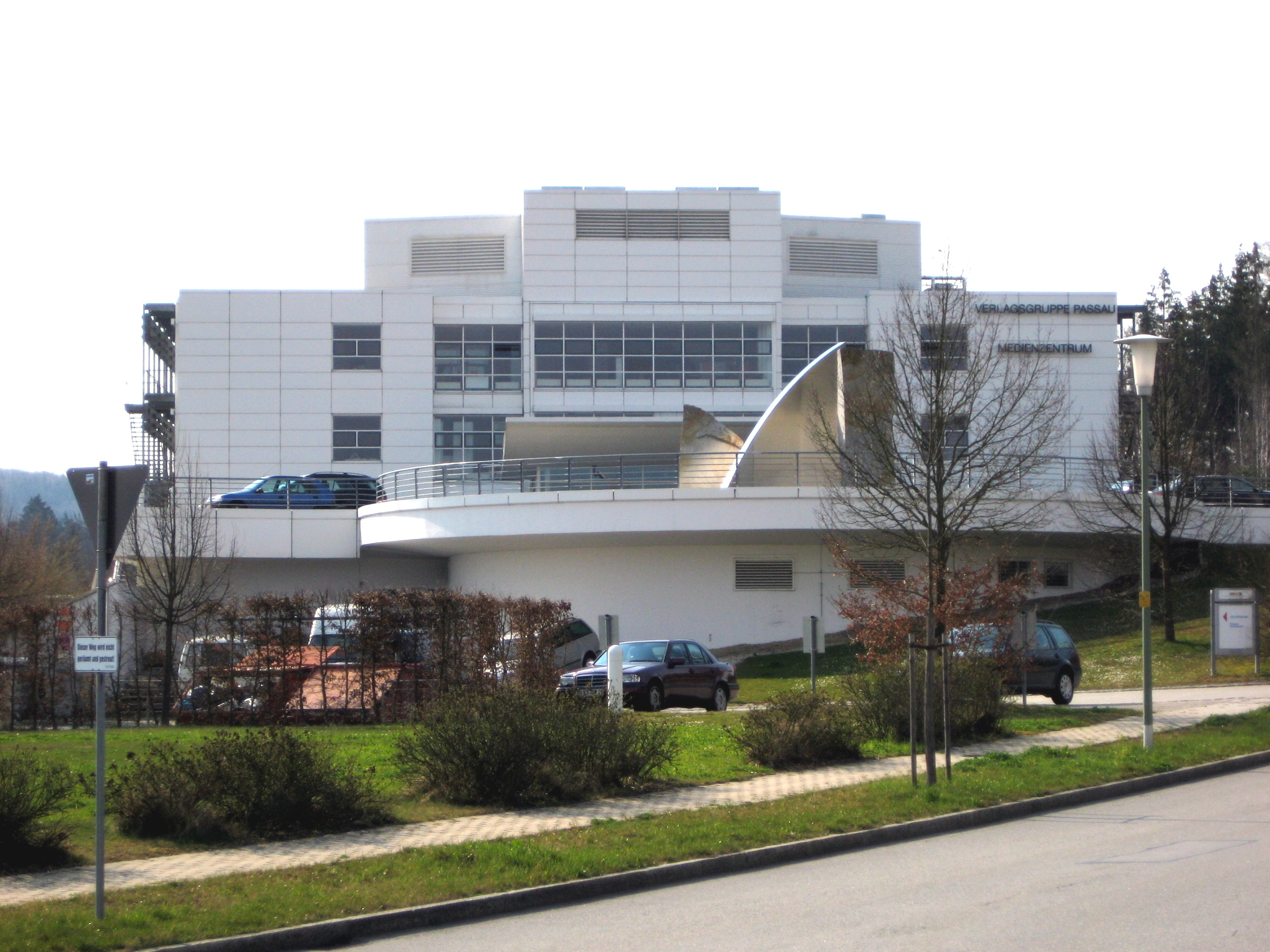
siedziba Verlagsgruppe Passau

Passauer Neue Presse (PNP) – regionalna gazeta niemiecka wydawana w Pasawie w Bawarii przez Verlagsgruppe Passau. Utworzona w 1946 przez niemieckiego wydawcę, dr. Hansa Kapfingera. Firma wydawnicza Verlagsgruppe Passau GmbH, która oprócz gazet w Bawarii wydaje (za pośrednictwem swych spółek-córek) gazety także w Austrii, Czechach, na Słowacji.